# Hétéroplasmie

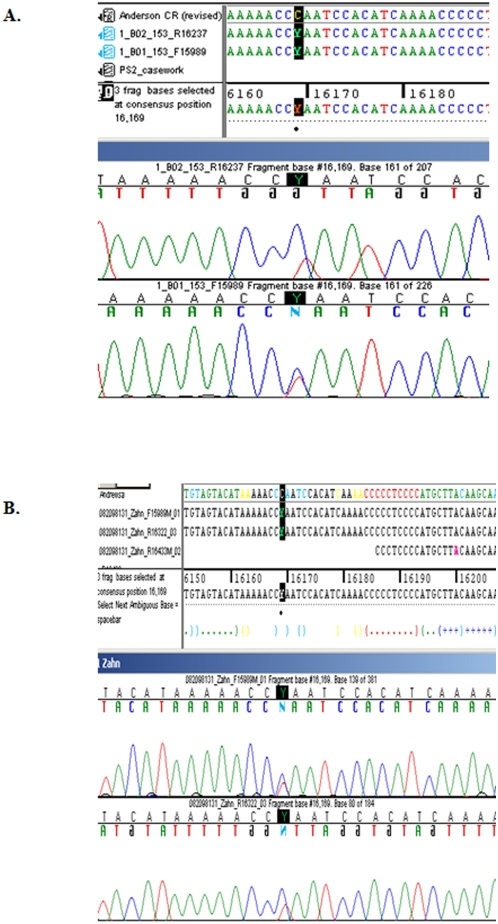
Hétéroplasmie du tsar Nicolas II.

Hétéroplasmie est la présence de plusieurs types de génome d’organite cellulaire (ADN mitochondrial (ADN mt) ou l'ADN des plastes) dans une cellule ou un individu. 
Les cellules eucaryotes contenant plusieurs centaines de mitochondries contenant elles-mêmes plusieurs centaines de copies d'ADNmt, il est possible et effectivement fréquent que les mutations affectent quelques-unes de ces copies, alors que les autres ne sont pas affectées.  
Il arrive souvent que les symptômes des maladies hétéroplasmiques mitochondriales n'apparaissent qu'à l'âge adulte. La cause en est, le nombre important de divisions cellulaires nécessaires pour que des cellules comportent suffisamment de mitochondries avec des allèles mutés pour causer les symptômes.  

Un exemple de ce phénomène est la neuropathie optique de Leber. Les individus touchés ne rencontrent pas de problèmes de vue avant d'atteindre l'âge adulte.  Un autre exemple serait le Syndrome MERRF. 
L'incidence de l'hétéroplasmie sur le ADNmt humaine n'est pas connue, puisque le nombre de personnes qui ont été soumises à des tests d'ADN mitochondrial pour des raisons autres que le diagnostic des maladies mitochondriales, est faible. Un exemple remarquable d'un individu en bonne santé dont l'hétéroplasmie a été découverte par hasard Nicolas II de Russie, dont l'hétéroplasmie (et celle de son frère) a servi à convaincre les autorités russes de l'authenticité de ses restes.